# Чавес Савала, Патрисио Альберто
Патри́сио Альбе́рто Ча́вес Са́вала (род. 21 февраля 1967, Кито, Эквадор) — Чрезвычайный и Полномочный Посол Эквадора в Российской Федерации с 2007 по 2015 год, по совместительству в Белоруссии, на Украине, в Молдавии и Казахстане (переданы верительные грамоты), а также в Армении и Азербайджане.
Родился 21 февраля 1967 года в г. Кито, Эквадор, в семье Эдвина Чавеса Харамильо и Лупе Савала Каберос.

## Образование и карьера
Начальное образование получил в школе Eugenio Espejo, продолжил в колледже Sebastián de Betancurt.
В 1986 году отправился в СССР для учёбы на факультете ремонта автомобилей в Московском Автомобильно-дорожном Институте (МАДИ) (ныне МАДГТУ).
В 1990 году, после успешного окончания и получения степени инженера машиностроения, продолжил обучение в магистратуре этого факультета. Одновременно учился на факультете иностранных языков МАДГТУ.
После получения степени магистра техники и инженерии МАДГТУ и дополнительной специальности преподавателя русского языка вернулся на родину, где в 1992—1993 годах работал техническим директором в PROMECYF (Фабрика бронированных автомобилей и обороны).
В 1993—1995 годах являлся главой Национального управления в сфере промышленности (Стальные изделия из Эквадора).
В 1996—2003 годах занимал должность генерального директора компании SVETLANROSS: EXPORTOFQUALITYFLOWERS, в 2001—2003 годах — генерального директора компании SVENTLAN ROSS INTERNATIONAL CARGO AGENCY.
В 2003 году получил степень магистра управления бизнесом в области управления персоналом в результате учёбы на факультете управления бизнесом Университета Сан-Франциско в г. Кито, Эквадор (2001—2003 гг.)
В период с 2004 по 2006 год работал в качестве генерального директора компании SVETLAN ROSS CONSOULTING CIA LTDA, главного консультанта, администратора группы развития и управления персоналом в объединении "Управления персоналом Департамента «Администрации консалтинговых услуг». В этот же период учился на факультете права Частного Технического Университета г. Лоха, Кито, Эквадор, а также занимал должность доцента факультета Управления компаниями Университета Сан-Франциско в г. Кито. В настоящий момент проходит обучение в аспирантуре Института Латинской Америки РАН на отделении политологии.

## Дипломатическая миссия
Отношениями России и Эквадора на профессиональном уровне Патрисио Чавес начал заниматься в 2003 году, когда был назначен представителем Эквадора в Российско-Латиноамериканской Ассоциации по Высшему Образованию, а также занял пост президента Российско-Латиноамериканского Фонда Эквадора. Он занимал эти должности вплоть до 2007 года, когда был назначен главой дипломатической миссии Эквадора в России в ранге Чрезвычайного и Полномочного посла и вновь отправился в Россию, где исполнял свои обязанности до 2015 года.

## Семейное положение
Женат на Марии Хосе Пунина (место рождения — Кито, Эквадор; дата — 26 февраля 1985; образование — PR). Есть трое детей: дочери Николь (1995 г.р), Доменика (2008 г.р.), сын Стефано (2011 г.р).

## Владение языками
Свободно владеет испанским, английским, русским, португальским языками.

## Награды и премии
- Медаль Пушкина (31 октября 2007 года, Россия) — за большой вклад в распространение, изучение русского языка, сохранение культурного наследия, сближение и взаимообогащение культур наций и народностей[1].
- Орден «Меценаты столетия», присуждённым Международным фондом милосердия «Меценаты столетия» (21 марта 2008 года).
- «Орден мира», выданным Международной благотворительной академией Меценатов (27 февраля 2009 года).
- Медаль Почёта, пожалованной "Оргкомитетом Международного форума " Мировой опыт и экономика России" в знак признания за высокие достижения в области инноваций (2009 год).
- Медалью «Человек тысячелетия», подаренной фондом "Наш Миллениум" в знак признания за заслуги в защите окружающей среды (14 мая 2010 года).
- Мантия и диплом Международной Академии Меценатов от Академии международного меценатства и званием почётного члена Международной Благотворительной Академии (18 февраля 2011 года).
- Звание Почётный член Евроазиатского Экономического Научного Общества (2 мая 2011 года).
- Памятная табличка в Парке Музеон в Москве и почётная медаль, выданной организацией «TerraViva» в честь работы по защите окружающей среды и продвижения Инициативы Ясуни ИТТ (28 июня 2011 года).
- Почётная медаль, вручённой Международной ассоциацией и благотворительными организациями за работу по распространению Инициативы Ясуни ИТТ, призванную защитить национальный парк Эквадора Ясуни (15 июля 2011 года).
- Звание Посла Мира по версии Генеральной Ассамблеи Евразии и Дирекции Евразийского Экономического Форума Молодёжи (2 августа 2011 года).
- Орден «За вклад в культуру», вручённой Комиссия по общественным наградам и вопросам увековечивания Комиссией по общественным наградам и вопросам увековечивания (17 февраля 2012 года).

## Публикации
Патрисио Чавесу принадлежат следующие публикации:
- Реструктуризация организационного поведения и реализация новых маркетинговых стратегий SVETLANROSSCIA. LTDA.
- «Кому выгодна наша борьба друг против друга?» Научный журнал по Социальной Политике Института Латинской Америки № 5 (504) 2008.